# Los Endos

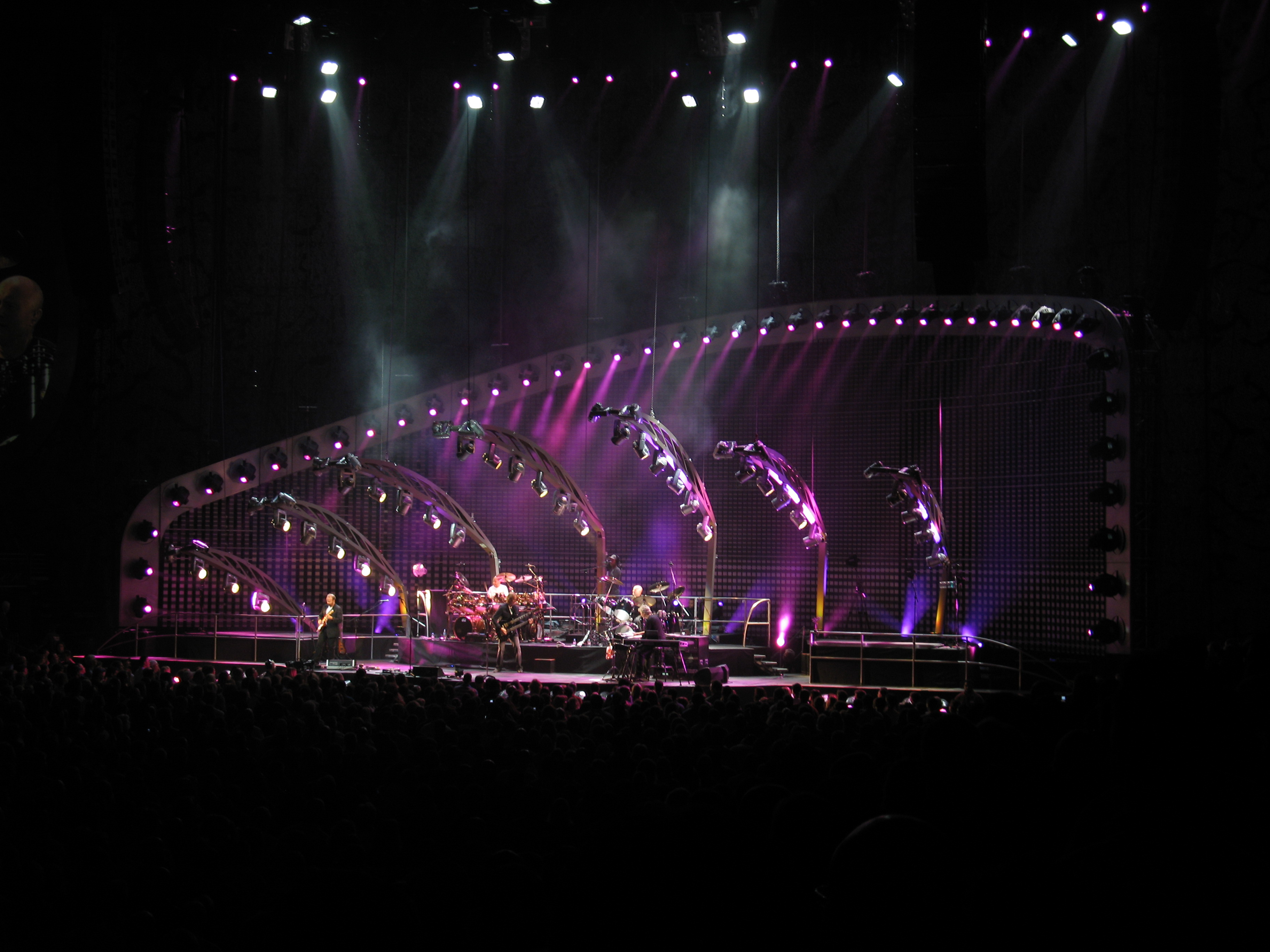
Concierto de Genesis en el Wachovia Center de Filadelfia, Pensilvania, EE. UU. Interpretando "Los Endos".

"Los Endos" es una canción instrumental del grupo inglés de rock progresivo Genesis como perteneciente al álbum A Trick of the Tail de 1976. "Los Endos" no significa nada importante en ningún idioma y aparentemente es algo que Phil Collins inventó para que sonara como "The End (El final)", ya que se trataría de la canción de cierre del álbum. Phil pronuncia la "o" en las dos palabras más como una "a" (similar a "Las Endas"). Posteriormente la canción también se utilizó como cierre de los conciertos en vivo, usualmente como un medley con "Dance on a Volcano" y de un dúo de baterías entre Collins y Chester Thompson en el medio de las dos canciones.
"Los Endos" es una de las pocas canciones del grupo orientada con un sonido de jazz fusión. Phil Collins (quien tiene el mayor crédito en escribir la versión final), volvía de su banda instrumental Brand X para la época cuando el álbum "A Trick of the Tail" fue grabado, y traía el tipo de música que tocaban a Genesis. Los Endos fue la primera canción en ser grabada para el álbum, y el resto de las mismas luego fueron añadidas.
La canción contiene extractos de otras tres canciones grabadas durante las sesiones de "A Trick of the Tail": la introducción es de "It's Yourself", una canción que apareció por primera vez en un disco simple junto con Ripples. La sección final contiene partes de "Squonk" y "Dance on a Volcano", esto le da al álbum una especie de "final de libro", culminando con los acordes con los cuales comenzó. Este efecto también es utilizado en los álbumes Selling England by the Pound y Duke.
La canción "It's Yourself" no es parte del jazz fusión de Collins, y fue añadida. Algunas, pero no todas, las canciones del álbum están vinculas. La mejor manera de vincularlas es:
Dance on a Volcano / Squonk / It's Yourself / Mad Man Moon / Los Endos
"Squonk" repite parte de "Dance on a Volcano" cerca del final, "It's Yourself" finaliza con la misma frase que comienza "Mad Man Moon", y "Los Endos" tiene un poco de todo. Los demos de estudio previos a la grabación del álbum, tiene las partes instrumentales para la mayor parte de las canciones, haciendo muchas conexiones obvias que serían difíciles de detectar por separado (el álbum entero fue grabado desde una meta-canción desde la cual luego se desglosó el resto de las canciones). No existe una explicación de porque "It's Yourself" no fue incluida en el álbum, ya que es parte de la cadena. Parece encajar mejor que cualquiera de las otras canciones que no son partes de esta misma cadena: "Entangled", "Robbery, Assault & Battery", y "A Trick of the Tail", tanto en su sonido, como en ambiente y atmósfera globales.
Al final de la canción, hay unas líneas cantadas por Collins con una voz muy baja que se mezclan con el sonido de fondo, siendo difíciles de escuchar. Estas son parte de la sección "As Sure As Eggs is Eggs" de la canción "Supper's Ready":
There's an angel standing in the sun (Hay un ángel parado en el sol)

Free to get back home (Déjenlo libre para que pueda volver a casa)
Estas palabras son un homenaje y despedida para Peter Gabriel, quien dejara el grupo en 1975. Compárese con las líneas de la canción "Solsbury Hill", del primer álbum como solista de Gabriel:
Grab your things, I've come to take you home (Toma tus cosas, he venido para llevarte de vuelta a casa)
Durante las interpretaciones en concierto de la canción, estas líneas no eran cantadas. Una versión en vivo de "Los Endos" aparece en el vídeo "Genesis: In Concert" de 1976, en el álbum en vivo "Seconds Out" de 1977, y fue interpretada en la gira "Turn It On Again" de 2007. También fue incluida en el disco compilatorio Platinum Collection, como uno de los tres cortes del álbum "A Trick of the Tail" (junto con las canciones "Ripples" y la homónima "A Trick of the Tail"), las tres mezcladas por Nick Davis.